# Luc Colijn
Luc Colijn (né le 2 mai 1958 à Gand) est un coureur cycliste belge. Professionnel de 1980 à 1993, il a acquis la plupart de ses succès en Belgique. Il est le petit-fils de Achiel Buysse. Il est actuellement directeur sportif de l'équipe Sport Vlaanderen-Baloise.

## Palmarès sur route

### Palmarès amateur
- 1974
  - 2e du Circuit Het Volk débutants
- 1978
  -  Champion de Belgique sur route militaires
  -  Médaillé d'argent du championnat du monde sur route militaires
  - 3e de Bruxelles-Opwijk
- 1979
  - Tour des Flandres amateurs
  - 2e du championnat de Belgique interclubs
- 1980
  - Champion de Flandre-Orientale du contre-la-montre par équipes
  - Coupe Egide Schoeters
  - 1re étape du Tour du Hainaut occidental (contre-la-montre)
  - 2e du championnat de Flandre-Orientale sur route
  - 2e du Circuit des régions flamandes
  - 3e du Grand Prix de Waregem

### Palmarès professionnel
- 1980
  - 2e du Championnat des Flandres
- 1981
  - 2e de la Leeuwse Pijl
  - 3e de Paris-Tours
  - 3e du Prix national de clôture
- 1982
  - Prix national de clôture
  - 2e du Circuit du Sud-Ouest
  - 3e de la Flèche Hesbignonne
- 1983
  - Circuit de la région frontalière
  - Circuit des régions flamandes
  - 2e du Grand Prix de Peymeinade
  - 2e du Samyn
  - 3e du Circuit Het Volk
  - 3e du Grand Prix de Francfort
  - 4e du Tour des Flandres
  - 7e de l'Amstel Gold Race
  - 10e de Paris-Tours
- 1984
  - Tour de Zélande centrale
  - Grand Prix de la ville de Zottegem
  - 6e du Circuit Het Volk
  - 8e du Tour des Flandres
- 1986
  - Nokere Koerse
- 1989
  - Circuit des Ardennes flamandes - Ichtegem
- 1990
  - 2e du Tour de la Haute-Sambre
- 1991
  - Gullegem Koerse

### Résultats sur les grands tours

#### Tour de France
1 participation
- 1981 : abandon (15e étape)

#### Tour d'Espagne
1 participation
- 1984 : abandon (20e étape)

## Palmarès sur piste

### Championnats d'Europe
- 1989
  -  Champion d'Europe derrière derny
- 1991
  -  Médaillé de bronze de la course derrière derny

### Championnats nationaux
- Champion de Belgique de poursuite par équipes amateurs en 1978 (avec François Caethoven, Hendrik Caethoven et Patrick Lerno)
- Champion de Belgique de course aux points amateurs en 1979
- Champion de Belgique de course derrière derny amateurs en 1979